# А
Das A (kyrillisch А und а) ist der erste Buchstabe des kyrillischen Alphabetes. Sowohl Minuskel als auch Majuskel sind in ihren Formen identisch mit denen des A im lateinischen Alphabet.
Er ist direkt von Alpha abgeleitet. Im frühen kyrillischen Alphabet hieß er Az und hatte einen numerischen Wert von eins.
In vielen Sprachen, die mit kyrillischen Buchstaben geschrieben werden (zum Beispiel Russisch, Serbisch, Mazedonisch oder Bulgarisch), wird er als /a/ ausgesprochen. Es kann jedoch auch für /ɑ/ und /ə/ stehen, wie im Inguschischen oder Tschetschenischen.

## Zeichenkodierung
| Standard  | Standard    | Majuskel А                | Minuskel а              |
| --------- | ----------- | ------------------------- | ----------------------- |
| Unicode   | Codepoint   | U+0410                    | U+0430                  |
| Unicode   | Name        | CYRILLIC CAPITAL LETTER A | CYRILLIC SMALL LETTER A |
| UTF-8     | UTF-8       | D0 90                     | D0 B0                   |
| XML/XHTML | dezimal     | &#1040;                   | &#1072;                 |
| XML/XHTML | hexadezimal | &#x0410;                  | &#x0430;                |